# Саксен-Кобург-Гота
Са́ксен-Ко́бург-Го́та (редко Са́ксен-Ко́бург и Го́та; нем. Sachsen-Coburg und Gotha) — государство, существовавшее с 1826 года по 1918 год на территории Германии, состоявшее из герцогств Саксен-Кобург и Саксен-Гота, находившихся в личной унии.
Название Саксен-Кобург-Готской также относится к династии, правившей в герцогстве и в некоторых других странах.

## Герцогство
Герцогства Саксен-Кобург и Саксен-Гота управлялись Эрнестинской линией династии Веттинов. В 1826 году после смерти последнего герцога Саксен-Гота-Альтенбургского, не оставившего после себя наследника, герцогство Саксен-Гота должно было отойти Эрнсту III, герцогу Саксен-Кобург-Заальфельдскому, разведённому к тому моменту, мужу Луизы Саксен-Гота-Альтенбург, племянницы покойного герцога. Поскольку другие ветви династии, из-за развода супругов, выступили против получения герцогом Эрнстом Готы, то возник конфликт, в итоге которого, в ноябре 1826 года, стороны достигли компромисса. По договору о разделе 1826 года Эрнст получил во владение Готу, но взамен уступил Заальфельд ветви Саксен-Мейнинген. После этого он стал Эрнстом I, герцогом Саксен-Кобург-Готским, и соответственно сменил свой титул на Герцог Саксен-Кобург и Гота.
Эрнст I умер в 1844 году, после чего на трон вступил его сын Эрнст II. Во период его правления герцогство заключило с Пруссией военную конвенцию (1862), а позже участвовало на стороне монархии Гогенцоллернов в австро-прусской войне 1866—1867 годов.
Умерший в 1893 году Эрнст II не имел детей, поэтому герцогство было передано потомкам Альберта Саксен-Кобург-Готского, мужа королевы Виктории, брата Эрнста. Конституции герцогств исключали наследование герцогского трона королём Великобритании и его прямым наследником. Поэтому принц Уэльский Эдуард отказался от права на престол герцогства в пользу своего младшего брата Альфреда, герцога Эдинбургского. Сын Альфреда и Марии Александровны, также Альфред, совершил самоубийство в 1899 году, и после смерти герцога в 1900 году на трон взошёл его шестнадцатилетний племянник, герцог Олбани Карл-Эдуард — сын Леопольда, самого младшего сына королевы Виктории (третий сын Виктории герцог Артур Коннаутский и его сын отказались от прав на наследование). До совершеннолетия Карла Эдуарда в 1905 году герцогством управлял наследный принц Гогенлоэ-Лангенбургский. После Первой мировой войны парламент Великобритании принял закон, по которому герцог из-за участия в военных действиях против Соединённого Королевства и его союзников лишался своих британских титулов.
Карл Эдуард правил до 18 ноября 1918 года, когда он был свергнут Ноябрьской революцией. После этого Саксен-Кобург и Саксен-Гота стали отдельными государствами в составе Веймарской республики, которые стали вскоре частью: Саксен-Кобург — Баварии, а Саксен-Гота, объединившись с другими малыми государствами, — Тюрингии.

## Административное деление
Территория Саксен-Кобург-Готы делилась на 4 ландратсамта:
- Гота
- Ордруф
- Вальтерсхаузен
- Кобург